# 81 Ceti
81 Ceti (81 Cet / HD 16400 / HR 771) es una estrella situada en la constelación de Cetus. Su magnitud aparente es +5,66 y se encuentra a 318 años luz del sistema solar. En 2008 se anunció el descubrimiento de un planeta extrasolar orbitando alrededor de esta estrella.
81 Ceti es una gigante amarilla de tipo espectral G5III con una temperatura de 4840 K. Con un radio 11 veces más grande que el radio solar, tiene una luminosidad 74 veces mayor que la del Sol. Su metalicidad, dato estrechamente relacionado con la presencia de sistemas planetarios, es un 87% de la solar. Tiene una masa de 2,4 masas solares y una edad estimada de 1370 ± 550 millones de años. Se considera que antes de transformarse en gigante, 81 Ceti era una estrella de la secuencia principal de tipo A o F.

## Sistema planetario
En 2008 se descubrió un planeta extrasolar masivo, denominado 81 Ceti b, orbitando en torno a 81 Ceti. El planeta, con una masa mínima 5,3 veces mayor que la masa de Júpiter, se mueve a una distancia media de 2,5 UA respecto a la estrella. Su período orbital es de 952 días (2,61 años).
| Acompañante (En orden desde la estrella) | Masa (MJ) | Período orbital (días) | Semieje mayor (UA) | Excentricidad |
| ---------------------------------------- | --------- | ---------------------- | ------------------ | ------------- |
| 81 Ceti b                                | > 5,3     | 952,7 ± 8,8            | 2,5                | 0,206 ± 0,029 |